# Pseudaletia adultera
Pseudaletia adultera är en fjärilsart som beskrevs av William Schaus 1894. Pseudaletia adultera ingår i släktet Pseudaletia och familjen nattflyn. Inga underarter finns listade i Catalogue of Life.